# Gran Premi d'Itàlia del 1964
Resultats del Gran Premi d'Itàlia de Fórmula 1 de la temporada 1964 disputat al circuit de Monza el 6 de setembre del 1964.

## Resultats
| Pos | No | Pilot                  | Equip                    | Voltes | Temps/ Retirada | Pos. de sortida | Punts |
| --- | -- | ---------------------- | ------------------------ | ------ | --------------- | --------------- | ----- |
| 1   | 2  | John Surtees           | Ferrari                  | 78     | 2h 10' 51. 8    | 1               | 9     |
| 2   | 26 | Bruce McLaren          | Cooper - Climax          | 78     | + 1' 06.0 min.  | 5               | 6     |
| 3   | 4  | Lorenzo Bandini        | Ferrari                  | 77     | + 1 Volta       | 7               | 4     |
| 4   | 20 | Richie Ginther         | BRM                      | 77     | + 1 Volta       | 9               | 3     |
| 5   | 46 | Innes Ireland          | BRP - BRM                | 77     | + 1 Volta       | 13              | 2     |
| 6   | 10 | Mike Spence            | Lotus - Climax           | 77     | + 1 Volta       | 8               | 1     |
| 7   | 12 | Jo Siffert             | Brabham - BRM            | 77     | + 1 Volta       | 6               |       |
| 8   | 30 | Giancarlo Baghetti     | BRM                      | 77     | + 1 Volta       | 15              |       |
| 9   | 6  | Ludovico Scarfiotti    | Ferrari                  | 77     | + 1 Volta       | 16              |       |
| 10  | 16 | Dan Gurney             | Brabham - Climax         | 75     | + 3 Voltes      | 2               |       |
| 11  | 22 | Bob Anderson           | Brabham - Climax         | 75     | + 3 Voltes      | 14              |       |
| 12  | 34 | Jo Bonnier             | Brabham - Climax         | 74     | + 4 Voltes      | 12              |       |
| 13  | 38 | Peter Revson           | Lotus - BRM              | 72     | + 6 Voltes      | 18              |       |
| 14  | 14 | Jack Brabham           | Brabham - Climax         | 59     | Motor           | 11              |       |
| 15  | 8  | Jim Clark              | Lotus - Climax           | 28     | Motor           | 4               |       |
| Ret | 50 | Mario de Araujo Cabral | Derrington-Francis - ATS | 25     | Encesa          | 19              |       |
| Ret | 48 | Maurice Trintignant    | BRM                      | 22     | Injecció        | 21              |       |
| Ret | 28 | Ronnie Bucknum         | Honda                    | 13     | Frens           | 10              |       |
| Ret | 40 | Mike Hailwood          | Lotus - BRM              | 5      | Motor           | 17              |       |
| Ret | 18 | Graham Hill            | BRM                      | 0      | Embragatge      | 3               |       |
| NVQ | 44 | Trevor Taylor          | BRP - BRM                |        |                 |                 |       |
| NVQ | 36 | Geki                   | Brabham - BRM            |        |                 |                 |       |
| NVQ | 24 | John Love              | Cooper - Climax          |        |                 |                 |       |
| NVQ | 56 | Ian Raby               | Brabham - BRM            |        |                 |                 |       |

## Altres
- Pole: John Surtees 1' 37. 4

- Volta ràpida: John Surtees 1' 38. 8 (a la volta 63)